# Samuel G. Engel
Samuel Gamliel Engel (* 29. Dezember 1904 in Woodridge, Vereinigte Staaten; † 7. April 1984 in Santa Cruz, Vereinigte Staaten) war ein US-amerikanischer Drehbuchautor und Filmproduzent.

## Leben und Wirken
Ehe Samuel G. Engel 1930 zur Filmwirtschaft stieß, studierte er am Albany College of Pharmacy Pharmakologie und betrieb mit seinem Bruder Irving in den 1920er Jahren im New Yorker Stadtteil Manhattan eine Kette von Drogerien. Seine filmische Laufbahn begann er als zweiter Regieassistent bei der Produktionsfirma Warner Bros. Über die Position des ersten Regieassistenten und eines Lesers in Warners Story-Abteilung stieg Engel schließlich 1933 bei derselben Gesellschaft zum Drehbuchautor auf. 1936 lieferte er auch die Storyvorlage zu dem Shirley-Temple-Herzwärmer Die kleine Ching Ching. Im selben Jahr konnte Engel erstmals einen Film zu produzieren. Im Zweiten Weltkrieg diente Commander Samuel Engel der United States Navy Reserve.
Wieder zurück im Zivilleben, wurde Engel von der 20th Century Fox wieder als Produzent eingestellt. Dort gelang ihm mit John Fords Edelwestern Faustrecht der Prärie gleich zu Beginn (1946) ein fulminantes Comeback. Auch seine Folgeproduktion, die lebhafte Komödie Belvedere, das verkannte Genie, war ein großer Publikums- wie Kritikererfolg. Weitere Hits landete Samuel Engel in den zwischen 1948 und 1952 mit actionreichen Filmen, in denen Richard Widmark die Hauptrollen spielte (Straße ohne Namen, Die Ratte von Soho, Froschmänner, Die Feuerspringer von Montana). In späteren Jahren zeichnete Engel auch für die Herstellung von großbudgetierten Prestigeproduktionen wie das Fred-Astaire-Musical Daddy Langbein, das Schatzsucher-Drama Der Knabe auf dem Delphin mit Alan Ladd und Sophia Loren in den Hauptrollen sowie das zweieinviertelstündige Bibelepos Das Buch Ruth verantwortlich. In dieser Hochphase seiner Karriere, von 1955 bis 1958, diente Engel überdies als Präsident der Screen Producers Guild.

## Filmografie
Als Drehbuchautor
- 1933: The Big Shakedown
- 1936: Sins of Man
- 1937: She Had to Eat
- 1939: Viva Cisco Kid
- 1940: Earthbound
- 1941: Scotland Yard
- 1941: Charlie Chan in Rio
- 1941: Private Nurse
- 1942: Young America
- 1942: Thru Different Eyes
- 1946: Faustrecht der Prärie (My Darling Clementine)
- 1946: Sinfonie in Swing (Do You Love Me)

Als Produzent
- 1936: Crack-Up
- 1937: Lancer Spy
- 1938: Gateway
- 1939: Grand Jury Secrets
- 1946: Faustrecht der Prärie (My Darling Clementine)
- 1947: Belvedere, das verkannte Genie (Sitting Pretty)
- 1948: Deep Waters
- 1948: Straße ohne Namen (The Street with No Name)
- 1948: Nachtclub-Lilly (Road House)
- 1949: Mr. Belvedere kann alles besser (Mr. Belvedere Goes to College)
- 1949: …und der Himmel lacht dazu (Come to the Stable)
- 1950: Die Ratte von Soho (Night and the City)
- 1950: Der geheimnisvolle Ehemann (The Jackpot)
- 1951: Zwei in der Falle (Rawhide)
- 1951: Froschmänner (The Frogmen)
- 1952: Die Feuerspringer von Montana (Red Skies of Montana)
- 1952: Im Dutzend heiratsfähig (Belles on Their Toes)
- 1952: Der rote Reiter (Pony Soldier)
- 1953: Taxi
- 1955: Ein Mann namens Peter (A Man Called Peter)
- 1955: Daddy Langbein (Daddy Long Legs)
- 1955: Guten Morgen, Miss Fink (Good Morning Miss Dove)
- 1956: Der Knabe auf dem Delphin (Boy on a Dolphin)
- 1957: Bernadine
- 1960: Das Buch Ruth (The Story of Ruth)
- 1962: Patricia und der Löwe (The Lion)